# NGC 5993
NGC 5993 est une vaste galaxie spirale barrée relativement éloignée et située dans la constellation du Bouvier. Sa vitesse par rapport au fond diffus cosmologique est de (9635 ± 6 km/s), ce qui correspond à une distance de Hubble de 142 ± 10 Mpc (∼463 millions d'al). NGC 5993 a été découverte par l'astronome germano-britannique William Herschel en 1787.
La classe de luminosité de NGC 5993 est II et elle présente une large raie HI. Elle renferme également des régions d'hydrogène ionisé. Selon la base de données Simbad, NGC 5993 est une galaxie active qui contient possiblement un quasar.
La vitesse de récession de NGC 5993 et de NGC 5992 sont presque les mêmes. Elles sont donc à la même distance de la Voie lactée. De plus, il existe un indice d'un flux stellaire entre les deux galaxies, un pâle pont stellaire que l'on perçoit sur l'image des deux galaxies obtenues des données du relevé SDSS. Il s'agit donc presque certainement d'une paire de galaxies en interaction gravitationnelle. De plus, selon Abraham Mahtessian, NGC 5992 et NGC 5993 forment une paire de galaxies.

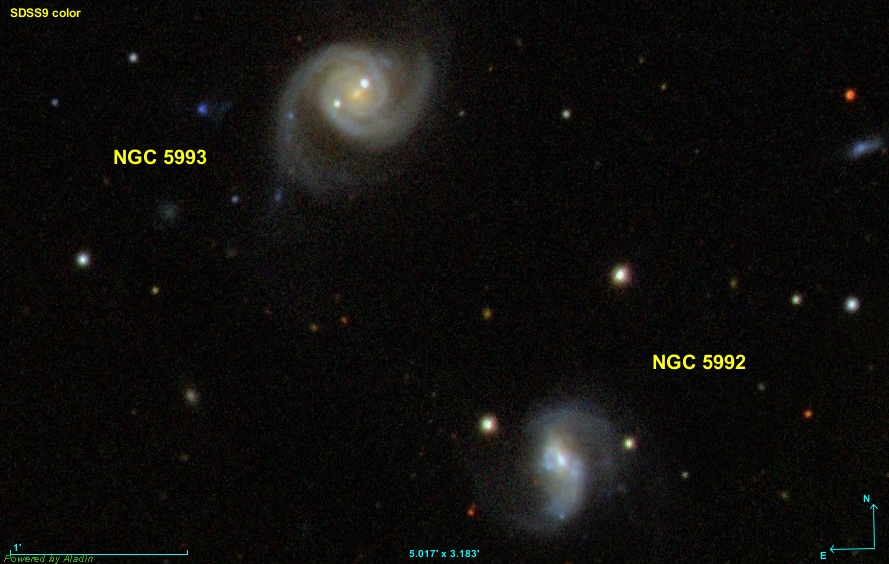
Le couple de galaxie NGC 5993 et NGC 5993.